# Nowa Szkocja
Nowa Szkocja (ang. i łac. Nova Scotia, fr. Nouvelle-Écosse, gael. Alba Nuadh) – prowincja Kanady leżąca nad Atlantykiem. Prowincja zajmuje całość półwyspu o tej samej nazwie, wyspę Cape Breton oraz szereg drobnych wysp. Nowa Szkocja graniczy od zachodu z Nowym Brunszwikiem. Prowincja ma połączenia promowe z Nową Fundlandią, Wyspą Księcia Edwarda, z Wyspami Magdaleny oraz ze stanem Maine. Stolicą, a zarazem największym miastem prowincji jest Halifax.

## Geografia

### Ukształtowanie powierzchni

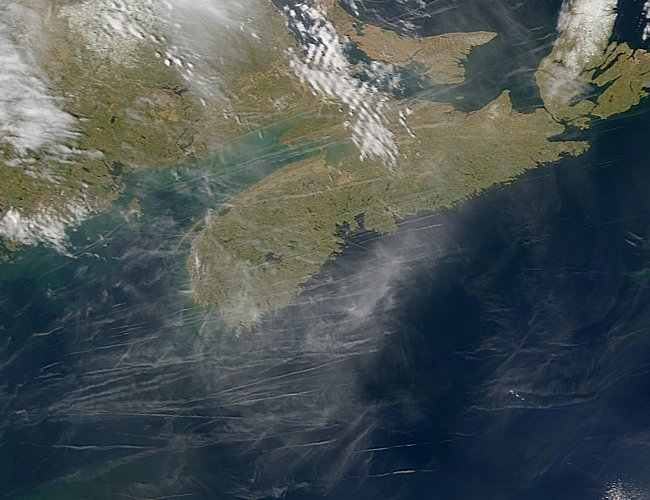
Zdjęcie satelitarne Nowej Szkocji

Prowincja Nowa Szkocja obejmuje półwysep o tej samej nazwie połączonym z lądem przesmykiem o kilkudziesięciokilometrowej szerokości. Od zachodu pomiędzy półwysep a stały ląd wcina się Zatoka Fundy a dalej zatoka Minas Basin, gdzie występują największe przypływy na Ziemi. Od północy obmywają ją cieśniny Northumberland i Cabota. Całe wschodnie wybrzeże otwarte jest na Atlantyk. Częścią prowincji jest leżąca na północy wyspa Cape Breton, oddzielona od stałego lądu wąską cieśniną. Istnieje stałe połączenie mostowe pomiędzy obiema częściami prowincji. Półwysep ma charakter lekko pofałdowanej niziny. Bogata, szczególnie na wschodnim wybrzeżu, linia brzegowa jest wysokim klifem. Jedynym wzniesieniem prowincji jest wyżyna Cape Breton Highlands znajdująca się w północnej części wyspy Cape Breton, z najwyższym szczytem White Hill 532 m n.p.m., oraz niski grzbiet leżący wzdłuż wschodnich wybrzeży, z najwyższym wzniesieniem na wysokości 360 m n.p.m. Na południu wyspy znajduje się przylądek Cape Sable.

### Wody śródlądowe
Obie części prowincji przecinają liczne strumienie. Największymi rzekami są St. Marys i Clyde. Istnieje też wiele jezior, do największych należą Bras d’Or Lake (1099 km²) i Rossignol.

### Zasoby naturalne
Nowa Szkocja posiada bogate i płytko położone złoża rud. Przez stulecia centrum hutniczym było Sydney. Kamień budowlany i gips jest kopaliną wydobywaną w kopalniach odkrywkowych i kamieniołomach. Drewno nie jest ważnym zasobem, ponieważ w silnie zasolonym klimacie drzewa nie rosną zbyt wysokie. Wielu mieszkańców żyje z turystyki i rybołówstwa. To drugie jest ograniczone przetrzebieniem zasobów morskich. Od niedawna eksploatowane i ciągle badane podmorskie złoża ropy naftowej dają nadzieję na rozwinięcie nowej gałęzi przemysłu wydobywczego.

### Klimat
Nowa Szkocja otoczona jest ze wszystkich stron oceanem, który kształtuje klimat prowincji. Wody oceaniczne zachowują względnie stałą temperaturę +8 do +12 °C. Zimy są wietrzne i wilgotne, lecz raczej łagodne, ze średnimi temperaturami stycznia –6 do –4 °C. Zima trwa 110 do 140 dni. Wiosny krótkie i kapryśne. Ciepłe, lecz nie upalne lata, ze średnimi temperaturami lipca +17,4 °C w Halifaksie. Zdarzają się jednak dni, gdy w nocy temperatura spada nawet do +6 °C. Przeciągająca się jesień jest raczej wilgotna i chłodna. Cechą charakterystyczną są mgliste dni. Rocznie notuje się średnio 122 dni gęstej mgły w Halifaksie. Nawet w pogodne dni słońce rozproszone jest delikatną mgiełką. Mgła może pojawić się znienacka, a widoczność być ograniczona do 0,5 m. Roczne opady wynoszą od 1600 mm na północy do 1000 mm na południu. Opady śniegu są niewielkie i stanowią zaledwie 15% opadów. Istotnym elementem klimatu Nowej Szkocji są silne wiatry pochodzące z resztek huraganów uderzających południowe USA. Prędkość wiatru może przekraczać 150 km/h (średnia roczna 22 km/h na wybrzeżu i 15 km/h wewnątrz lądu). Huragany docierają rzadko. Huragan Beth 15–16 sierpnia 1971 spowodował 296 mm opad deszczu, niszcząc wiele mostów i budynków. Burze połączone z wyładowaniami atmosferycznymi zdarzają się średnio 10 dni w roku.

### Miejscowości
Największe skupiska ludności (ang. population centres, fr. centres de population) w 2021 roku (w nawiasach liczba ludności):

- Halifax (348 634)
- Sydney (30 960)
- Truro (23 583)
- New Glasgow (19 316)
- Glace Bay (16 915)
- Kentville (14 905)
- Sydney Mines (12 353)
- Amherst (9548)
- Bridgewater (8790)
- Yarmouth (7848)
- Kingston–Greenwood (7118)
- New Waterford (6723)
- Enfield(inne języki)–Lantz(inne języki) (6583)
- Antigonish (5620)
- Windsor (5514)
- Wolfville (5057)

## Historia
Kolonizację Nowej Szkocji rozpoczęli w 1604 Francuzi, a w 1621 włączyli się w nią także Brytyjczycy. Spór o prawa do terenów rozstrzygnęły traktat w St-Germain-en-Laye w 1632 i traktat z Bredy w 1667 przyznając prawa do terenów Francji. W ten sposób powstała kolonia zwana Akadią. Akadia, przemianowana na Nową Szkocję powróciła w większej części w ręce brytyjskie na mocy pokoju w Akwizgranie. Pozostałe części Akadii stały się częścią Nowej Szkocji po wojnie siedmioletniej zakończonej pokojem paryskim. Z czasem z Nowej Szkocji wydzielono dwie inne kolonie Nowy Brunszwik i Wyspę Księcia Edwarda. W 1848 Nowej Szkocji nadano status samorządnego dominium. W połowie XIX wieku z 350 tysiącami mieszkańców Nowa Szkocja była jednym z najsilniejszych społecznie i gospodarczo dominiów północnoamerykańskich. W 1867 Nowa Szkocja, nie bez wewnętrznych tarć, przystąpiła do Konfederacji Kanady.

## Struktura polityczna

### Gubernator porucznik
Gubernator porucznik jest przedstawicielem głowy państwa w prowincji. Mianuje go Gubernator Generalny na wniosek premiera Kanady złożony zwyczajowo w uzgodnieniu z premierem prowincji. Gubernator posiada szerokie uprawnienia, z których korzysta co do zasady za radą premiera prowincji. W sytuacji kryzysu konstytucyjnego Gubernator ma prawo samodzielnie podjąć wszelkie decyzje niezbędne dla przywrócenia stabilności rządu.

### Parlament
Parlament Nowej Szkocji (The Nova Scotia Legislature) składa się z Gubernatora porucznika oraz Zgromadzenia Legislacyjnego, w którym zasiada współcześnie 51 deputowanych (Members of the Nova Scotia Legislative Assembly w skrócie MLA). Wybierani są oni w 51 jednomandatowych okręgach wyborczych. Partia zdobywająca większość w parlamencie tworzy rząd prowincjonalny, a jej przewodniczący zostaje premierem prowincji. Druga co do liczebności partia w parlamencie otrzymuje status oficjalnej opozycji.
Po dane historyczne na temat składu parlamentów zobacz: Zgromadzenie Legislacyjne Nowej Szkocji.

### Rząd
- Ministry of Agriculture and Fisheries – Ministerstwo Rolnictwa i Rybołówstwa
- Ministry of Community Services – Ministerstwo Spraw Komunalnych
- Ministry of Economic Development – Ministerstwo Rozwoju Gospodarczego
- Ministry of Education – Ministerstwo Edukacji
- Ministry of Energy – Ministerstwo Energetyki
- Ministry of Environment and Labour – Ministerstwo Ochrony Środowiska i Pracy
- Ministry of Finance – Ministerstwo Finansów
- Ministry of Health – Ministerstwo Zdrowia
- Ministry of Justice – Ministerstwo Sprawiedliwości
- Ministry of Natural Resources – Ministerstwo Zasobów Naturalnych
- Ministry of Office of Health Promotion – Ministerstwo Usług Rządowych i Promocji Zdrowego Stylu Życia
- Ministry of Public Service Commission – Ministerstwo Administracji Wewnętrznej
- Ministry of Service Nova Scotia and Municipal Relations – Ministerstwo Kontaktów Międzyrządowych i Spraw Samorządowych
- Ministry of Tourism, Culture and Heritage – Ministerstwo Turystyki, Kultury i Dziedzictwa Kulturowego
- Ministry of Transportation and Public Works – Ministerstwo Transportu i Robót Publicznych

### Premier
Premier Nowej Szkocji jest szefem rządu prowincjonalnego w tej prowincji. Posiada on bardzo szerokie uprawnienia, pozwalające prowadzić skuteczne rządy, jeśli tylko ma zapewnione poparcie w parlamencie. Premierem zostaje lider partii zdobywającej większość w parlamencie. Jeśli z jakichś powodów, w czasie trwania kadencji parlamentu przewodniczący rządzącej partii zostaje zmieniony, następuje automatyczna zmiana na stanowisku premiera prowincji.

## Tradycyjny podział geograficzny
Nowa Szkocja podzielona jest na osiemnaście hrabstw:

- Annapolis
- Antigonish
- Cape Breton
- Colchester
- Cumberland
- Digby
- Guysborough
- Halifax
- Hants
- Inverness
- Kings
- Lunenburg
- Pictou
- Queens
- Richmond
- Shelburne
- Victoria
- Yarmouth

## Gospodarka

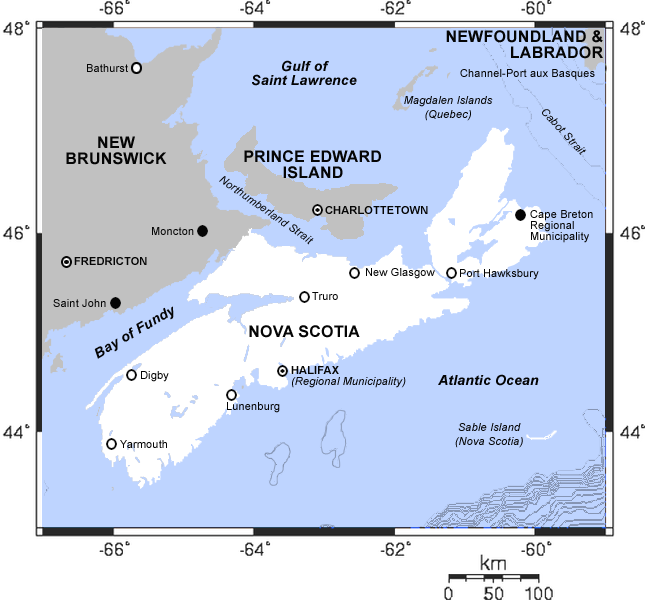

Siła robocza Nowej Szkocji wynosi 474 200, co przy bezrobociu na poziomie 9,7% daje 428 400 zatrudnionych. Głównymi dziedzinami gospodarki są (dane za rok 2002):
- przemysł wytwórczy generuje prawie 8650 mln. dolarów w następujących dziedzinach:
  - żywnościowy – 29,3%
  - papierniczy – 10,2%
  - środki transportu – 10,0%
  - drzewny – 6,1%
  - metalowy 3,1%
  - Inne dziedziny – 30,8%
- przemysł wydobywczy – wydobycie gipsu, kamienia oraz paliw płynnych i gazowych przynosi ponad 1,3 miliarda dolarów
- rolnictwo – uprawa i hodowla, głównie na lokalne potrzeby, przynosi ok. 400 mln. dolarów pochodzących z 3923 farm
- rybołówstwo – przynosi ok. 730 mln. dolarów
- przemysł leśny – rocznie wycina się ponad 6000 tysięcy metrów sześciennych drewna, z czego 80% używane jest wewnątrz prowincji
- turystyka – przynosząca ponad 1,3 miliarda dolarów
- transport, usługi finansowe, publiczne i administracja